# Diether Huhn

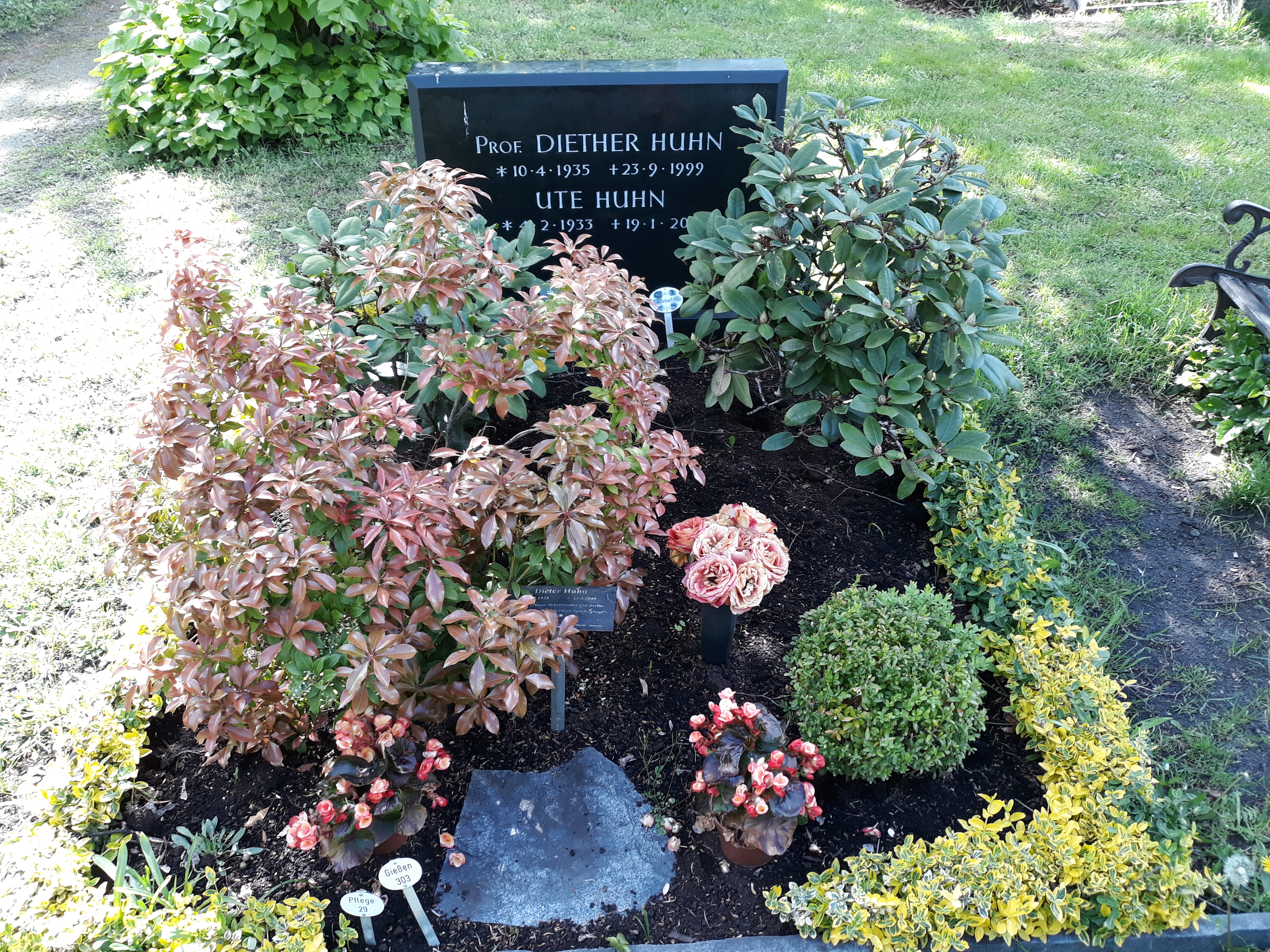
Das Grab von Diether Huhn und seiner Ehefrau Ute auf dem Friedhof III der Jerusalemer und Neuen Kirche in Berlin

Diether Huhn (geboren 10. April 1935 in Sonneberg; gestorben 23. September 1999 in Berlin) war ein deutscher Jurist und Spaziergänger in Berlin.

## Leben
Diether Huhn wuchs als Flüchtlingskind in Lübeck auf, wo er das Katharineum besuchte.
Als junger Jurist kam er 1961 nach Berlin und wurde dort Richter u. a. am Amtsgericht Wedding, am Kammergericht und Vorsitzender Richter am Landgericht. Er wurde  Hochschullehrer für Rechtsdidaktik, Familien- und Sachenrecht an der Fachhochschule für Verwaltung und Rechtspflege Berlin und dort Prorektor. Huhn war Vorstandsmitglied des Sozialpädagogischen Instituts Berlin. Er war zeitweise Beauftragter für das Hochschulwesen des Landes Berlin.
Huhn war Mitglied des Rundfunkrats des SFB, Vorsitzender der Medienkommission der Berliner SPD und deren stellvertretender Bundesvorsitzender. In der Humanistischen Union war Huhn Mitglied des Beirats.
Huhn war Mitherausgeber der Berliner Anzeigenblatts Bezirks-Journal und veröffentlichte dort über die Jahre 250 Berichte über Spaziergänge durch Berliner Stadtviertel, wobei er die Regionalausgaben gezielt bediente. Zehn Jahre nach seinem Tod wurde eine vierbändige Auswahl gedruckt.
Diether Huhn starb 1999 im Alter von 64 Jahren in Berlin. Sein Grab befindet sich auf dem Friedhof III der Jerusalems- und Neuen Kirche in Berlin-Kreuzberg.

## Schriften (Auswahl)
- mit Gerhard Höfer: Allgemeines Urkundenrecht : Ein Handbuch für die Notariatspraxis. Bad Homburg v. d. H. : Gehlen, 1968
- mit Donald Götz: Das kaufmännische Bestätigungsschreiben. Bad Homburg : Gehlen, 1969
- mit Gerhard Höfer, Hans-Joachim von Schuckmann: Beurkundungsgesetz : und ergänzende Vorschriften; Kommentar. Frankfurt am Main : Athenäum, 1972
- Der Fall Familie : Recht u. Unrecht einer bürgerlichen Einrichtung. Darmstadt : Luchterhand, 1977
- mit Detlef Prinz: Zeitungen – Radio – Fernsehen : Ratgeber für emanzipatorischen Umgang mit den Medien. Vorw.: Dieter Hildebrandt. Köln : Bund, 1990
- Auf beiden Seiten der Spree und andere Spaziergänge in Berlin. München : Koehler und Amelang, 2000
- Vom Wedding nach Gethsemane und andere Spaziergänge in Berlin. München : Koehler und Amelang, 2000
- Von Adlershof nach Chicago und andere Spaziergänge in Berlin. München : Koehler und Amelang, 2000
- Von Kreuzberg nach Pergamon und andere Spaziergänge in Berlin. München : Koehler und Amelang, 2000